# مرقئة ثؤلولية
مرقئة ثؤلولية (الاسم العلمي:Sanguisorba verrucosa) هي نوع من النباتات تتبع جنس المرقئة من الفصيلة الوردية.